# Coupe d'Afrique des nations junior 1997
Navigation
1995 1999
La 10e édition de la Coupe d'Afrique des nations junior s'est déroulée au Maroc du 23 mars au 5 avril 1997. Elle est remportée par le pays-hôte.

## Qualifications
Le Maroc est qualifié automatiquement en tant que pays hôte. Les autres pays participent aux qualifications organisées sous forme de matchs aller-retour entre septembre 1996 et janvier 1997.
Huit équipes participent à la phase finale :
- Afrique du Sud
- Côte d'Ivoire
- Égypte
- Ghana
- Mali
- Maroc (hôte)
- Soudan
- Zambie

## Phases de groupes

### Groupe A
| Rang | Équipe | Pts | J | G | N | P | Bp | Bc | Diff |
| ---- | ------ | --- | - | - | - | - | -- | -- | ---- |
| 1    | Ghana  | 9   | 3 | 3 | 0 | 0 | 6  | 0  | +6   |
| 2    | Maroc  | 4   | 3 | 1 | 1 | 1 | 2  | 1  | +1   |
| 3    | Égypte | 4   | 3 | 1 | 1 | 1 | 2  | 2  | 0    |
| 4    | Soudan | 0   | 3 | 0 | 0 | 3 | 1  | 8  | -7   |

| 23 mars 1997 | Maroc | 0 - 0 | Égypte |  |  |
|              |       |       |        |  |  |

| 23 mars 1997 | Soudan | 0 - 4 | Ghana |  |  |
|              |        |       |       |  |  |

| 25 mars 1997 | Égypte | 0 - 1 | Ghana |  |  |
|              |        |       |       |  |  |

| 25 mars 1997 | Maroc | 2 - 0 | Soudan |  |  |
|              |       |       |        |  |  |

| 27 mars 1997 | Égypte | 2 - 1 | Soudan |  |  |
|              |        |       |        |  |  |

| 27 mars 1997 | Maroc | 0 - 1 | Ghana |  |  |
|              |       |       |       |  |  |

### Groupe B
| Rang | Équipe         | Pts | J | G | N | P | Bp | Bc | Diff |
| ---- | -------------- | --- | - | - | - | - | -- | -- | ---- |
| 1    | Côte d'Ivoire  | 7   | 3 | 2 | 1 | 0 | 6  | 2  | +4   |
| 2    | Afrique du Sud | 6   | 3 | 2 | 0 | 1 | 4  | 3  | +1   |
| 3    | Zambie         | 2   | 3 | 0 | 2 | 1 | 4  | 5  | -1   |
| 4    | Mali           | 1   | 3 | 0 | 1 | 2 | 4  | 8  | -4   |

| 24 mars 1997 | Mali | 2 - 2 | Zambie |  |  |
|              |      |       |        |  |  |

| 24 mars 1997 | Afrique du Sud | 0 - 1 | Côte d'Ivoire |  |  |
|              |                |       |               |  |  |

| 26 mars 1997 | Zambie | 1 - 1 | Côte d'Ivoire |  |  |
|              |        |       |               |  |  |

| 26 mars 1997 | Mali | 1 - 2 | Afrique du Sud |  |  |
|              |      |       |                |  |  |

| 28 mars 1997 | Afrique du Sud | 2 - 1 | Zambie |  |  |
|              |                |       |        |  |  |

| 28 mars 1997 | Côte d'Ivoire | 4 - 1 | Mali |  |  |
|              |               |       |      |  |  |

## Phases finale

### Demi-finales
| 2 avril 1997 | Ghana           | 1 - 1 | Afrique du Sud | Fès |  |
|              |                 |       |                |     |  |
|              | Tirs au but 3-4 |       |                |     |  |

| 2 avril 1997 | Maroc | 2 - 1 | Côte d'Ivoire | Fès |  |
|              |       |       |               |     |  |

### Troisième place
| 5 avril 1997 | Côte d'Ivoire                | 2 - 0 | Ghana | Meknès |
|              | Keita 33e · Kalou 44e (pen.) |       |       |        |

### Finale
| 5 avril 1997 | Maroc     | 1 - 0 | Afrique du Sud | Meknès |
|              | Ramzi 49e |       |                |        |

## Résultat
| CAN 1997 Junior Vainqueur |
| ------------------------- |
| Maroc 1re titre           |

### Qualification pour le Championnat du monde junior
Les quatre équipes les plus performantes sont qualifiées pour la Coupe du monde des moins de 20 ans 1997 :
- Maroc
- Afrique du Sud
- Ghana
- Côte d'Ivoire